# 林氏結耙非鯽
林氏結耙非鯽，為輻鰭魚綱鱸形目隆頭魚亞目慈鯛科的其中一種，被IUCN列為瀕危保育類動物，分布於非洲喀麥隆Mungo及Wouri流域，體長可達7.7公分，棲息在底中層水域，生活習性不明。

## 擴展閱讀
維基物種上的相關：林氏結耙非鯽